# Cornus oligophlebia
Cornus oligophlebia är en kornellväxtart som beskrevs av Elmer Drew Merrill. Cornus oligophlebia ingår i släktet korneller, och familjen kornellväxter. Inga underarter finns listade i Catalogue of Life.